# Ultime Sursis
Pour plus de détails, voir Fiche technique et Distribution.
Ultime Sursis (Make Haste to Live) est un film américain en noir et blanc réalisé par William A. Seiter, sorti en 1954. Il s’agit d’une adaptation du roman éponyme du duo d’écrivain Gordon et Mildred Gordon initialement publié en 1950. C’est le dernier film réalisé par Seiter.

## Synopsis
Un gangster, revient au Nouveau-Mexique, après dix-huit années passer a l'ombre des barreaux pour un meurtre dont il n'est pas l'auteur. Son but est de se venger de la femme qui l'a condamné. 

## Fiche technique
- Titre original : Make Haste to Live
- Titre français : Ultime Sursis
- Réalisation : William A. Seiter
- Assistant du réalisateur : Robert G. Shannon
- Scénario : Warren B. Duff (en) d'après le roman éponyme du duo d’écrivain Gordon et Mildred Gordon
- Direction artistique : Frank Hotaling (en)
- Décorateur de plateau : John McCarthy, Jr. (en) et George Milo (en)
- Photographie : John L. Russell
- Costumes : Adele Palmer
- Montage : Fred Allen
- Musique : Elmer Bernstein
- Production : William A. Seiter
- Société de production et de distribution : Republic Pictures
- Pays de production :  États-Unis
- Langue originale : anglais
- Format : noir et blanc - 35 mm — 1,66:1 - son : Mono (RCA Sound System)
- Genre : Thriller, film policier
- Durée : 90 min
- Dates de sortie :
  - États-Unis : 25 mars 1954
  - France : 29 septembre 1954

## Distribution

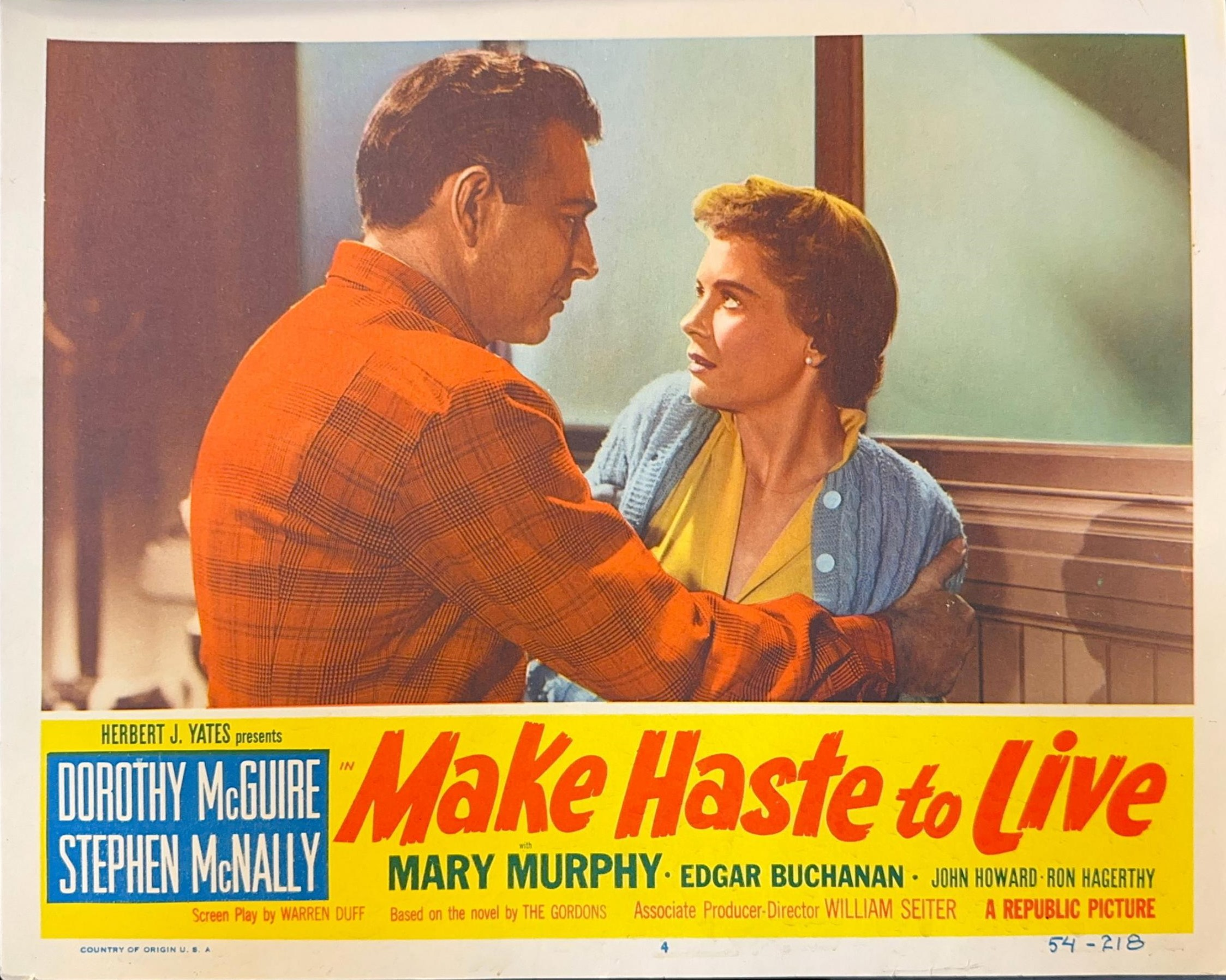
Dorothy McGuire et Stephen McNally, carte promotionnelle du film.

- Dorothy McGuire : Crystal Benson
- Stephen McNally : Steve
- Mary Murphy : Randy Benson
- Edgar Buchanan : le shérif
- John Howard : Josh
- Ron Hagerthy : Hack
- Pepe Hern : Rodolfo Gonzales
- Eddy Waller : Spud Kelly
- Carolyn Jones : Mary Rose
- Rosa Turich (en) : Juana
- Julian Rivero (en) : Carlos
- William Bailey : Ed Jenkins
- Argentina Brunetti : Mme Gonzalez
- Celia Lovsky : la mère
- Joseph Vitale : le grand homme
- Paul Lukather (en) : un député

## Autour du film
- Ce film a été tourné à Taos au Nouveau-Mexique et dans les studios de Republic Pictures.
- Il s’agit d’une adaptation du roman Make Haste to Live du duo d’écrivains Gordon et Mildred Gordon. Ce livre a été traduit en France dans la collection Le Masque sous le titre Pauvre vie en 1953.